# Kiko (Fußballspieler)
Francisco Miguel Narváez Machón (* 26. April 1972 in Jerez), genannt Kiko, ist ein ehemaliger spanischer Fußballspieler.

## Karriere

### Verein
Kiko spielte in seiner Jugend für den größten Verein seiner Heimatprovinz, den FC Cádiz. Zur Saison 1990/91 rückte er in die Profimannschaft des Klubs auf. Am 14. April 1991 bestritt er im Rahmen einer 2:3-Niederlage gegen Athletic Bilbao sein erstes Spiel in der Primera División. Obwohl er im Laufe der Spielzeit lediglich fünf weitere Spiele bestritt, trug er am Ende wesentlich zum Klassenerhalt des Vereins bei: Am entscheidenden letzten Spieltag wurde er in der 65. Minute beim Stand von 0:1 gegen Real Saragossa eingewechselt, verhalf seinem Team mit einem an ihm verursachten Foulelfmeter zum Ausgleich und traf in der Nachspielzeit selbst zum 2:1-Sieg, woraufhin man in letzter Sekunde die Abstiegsränge verließ und einen Relegationsplatz erreichte. In den Entscheidungsspielen gegen CD Málaga blieb Cádiz nach Elfmeterschießen Sieger und hielt die Klasse.
In der Saison 1991/92 stieg Kiko zum unumstrittenen Stammspieler auf, wurde ein Leistungsträger seiner Mannschaft und erstmals in die Nationalmannschaft berufen. Am Saisonende konnte erneut knapp der Klassenerhalt gesichert werden. Nach dem Abstieg in der Spielzeit 1992/93 verließ er den FC Cádiz und unterschrieb einen Vertrag bei Atlético Madrid. Beim Hauptstadtverein entwickelte sich Kiko zu einem der profiliertesten spanischen Fußballer der neunziger Jahre. Mit zahlreichen Toren und Vorlagen hatte er entscheidenden Anteil an Atléticos historischer Double-Saison 1995/96, als man die Meisterschaft und den Pokal gewann.
Nach dem Abstieg in der Saison 1999/2000 bestritt Kiko noch eine Zweitligaspielzeit mit den Madrilenen. Anschließend spielte er noch sechs Monate für den FC Extremadura, ehe er seine Karriere auf Grund anhaltender Knöchelprobleme im Alter von 30 Jahren beendete.

### Nationalmannschaft
Kiko durchlief die Jugendnationalmannschaften seines Landes und nahm 1992 an den olympischen Sommerspielen teil. Dabei erzielte er im Turnierverlauf fünf Tore, darunter zwei im Rahmen des 3:2-Finalsieges gegen Polen, und gewann mit seiner Mannschaft die Goldmedaille.
Kikos Debüt für die spanische Nationalmannschaft erfolgte am 16. Dezember 1992 in einem WM-Qualifikationsspiel gegen Lettland. Mit Spanien nahm er an der Europameisterschaft 1996 und Weltmeisterschaft 1998 teil. Bei letzterer gelang ihm im Gruppenspiel gegen Bulgarien ein Tor. Insgesamt bestritt Kiko 26 Länderspiele und schoss vier Tore.

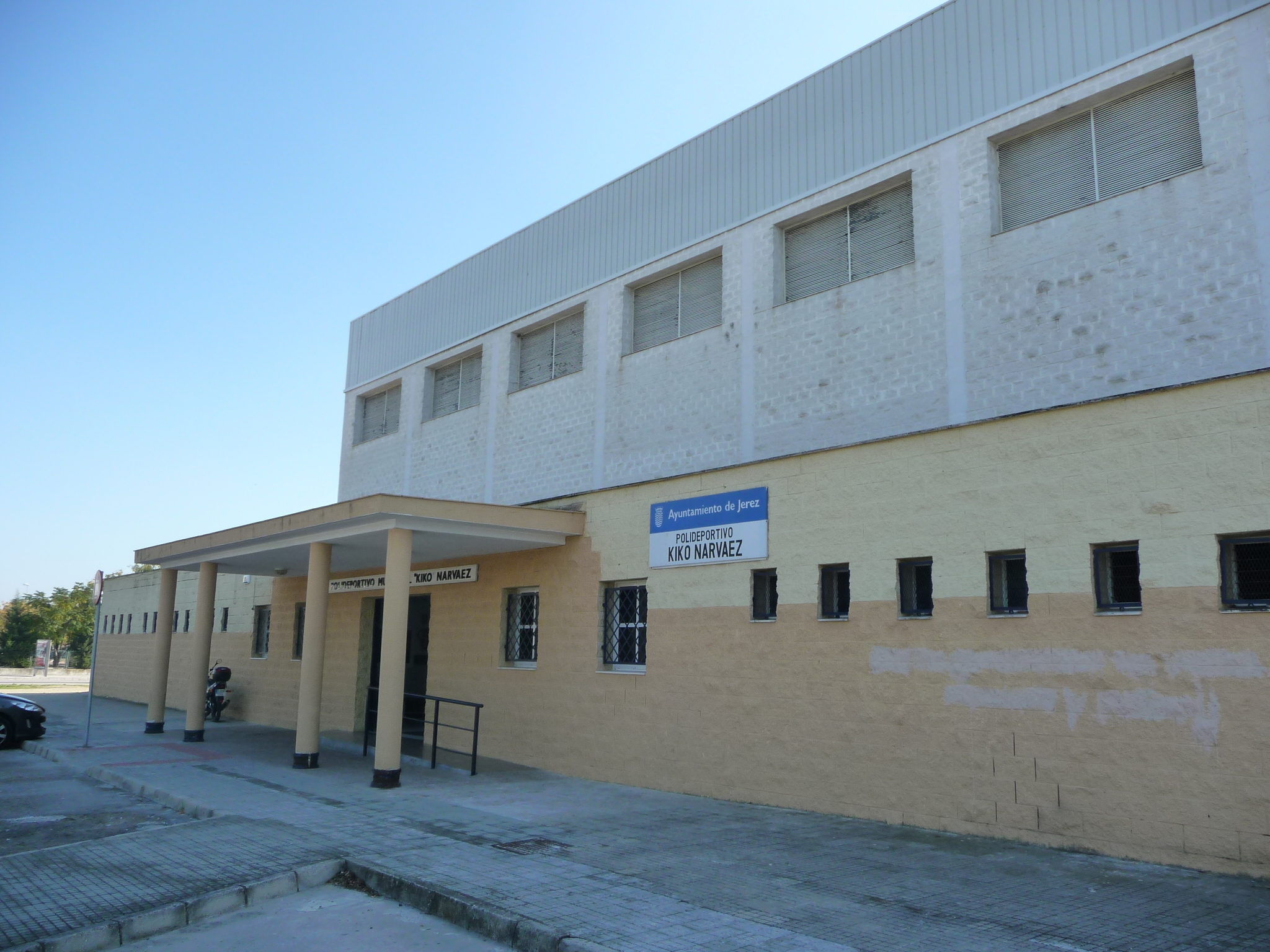
Nach Kiko benanntes Sportzentrum in Jerez de la Frontera

## Erfolge
Als Nationalspieler
- Goldmedaille beim olympischen Fußballturnier: 1992

Als Vereinsspieler
- Spanischer Meister: 1995/96
- Spanischer Pokalsieger: 1995/96